# Marax

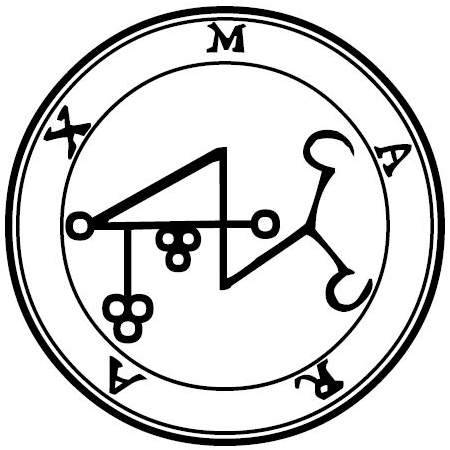
El sello de Marax según La llave menor de Salomón.

En demonología, Marax, también llamado Morax o Foraii, es un Gran Conde y Presidente del Infierno, teniendo treinta y seis (treinta y dos según otros autores) legiones de demonios bajo su mando. Enseña Astronomía y otras ciencias liberales, y brinda buenos y sabios espíritus familiares que conocen las virtudes de todas las hierbas y de las piedras preciosas.
Es representado como un gran toro con la cara de un hombre.
Su nombre parece provenir del latín morax, que retrasa, que para.

## En la cultura popular
Morax es el nombre de uno de los Arcontes del videojuego Genshin Impact, aquel que se relaciona con la nación de la roca, donde hay muchos minerales valiosos.